# Limnophyes tamakiyoides
Limnophyes tamakiyoides är en tvåvingeart som beskrevs av Sasa 1983. Limnophyes tamakiyoides ingår i släktet Limnophyes och familjen fjädermyggor. Inga underarter finns listade i Catalogue of Life.